# Monterroso (kommunhuvudort)
Monterroso är en kommunhuvudort i Spanien.   Den ligger i provinsen Provincia de Lugo och regionen Galicien, i den nordvästra delen av landet, 400 km nordväst om huvudstaden Madrid. Monterroso ligger 549 meter över havet och antalet invånare är 4 238.
Terrängen runt Monterroso är kuperad söderut, men norrut är den platt. Runt Monterroso är det ganska glesbefolkat, med 24 invånare per kvadratkilometer. Monterroso är det största samhället i trakten. Omgivningarna runt Monterroso är en mosaik av jordbruksmark och naturlig växtlighet.